# Dilema del erizo

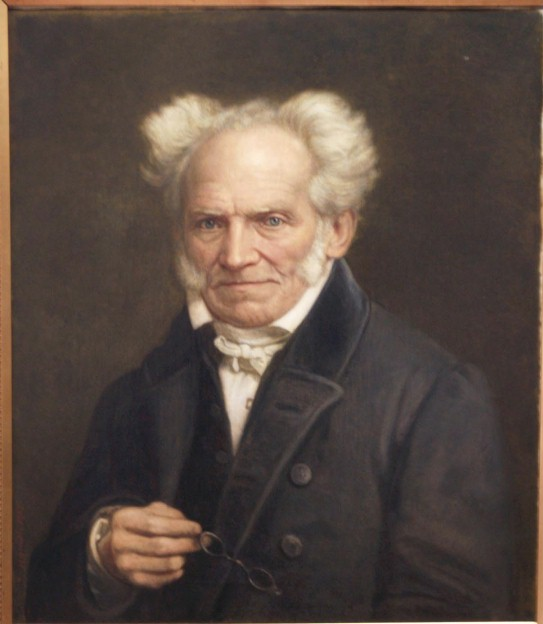
Arthur Schopenhauer escribió su "dilema del erizo" en su obra Parerga y paralipómena (1851).

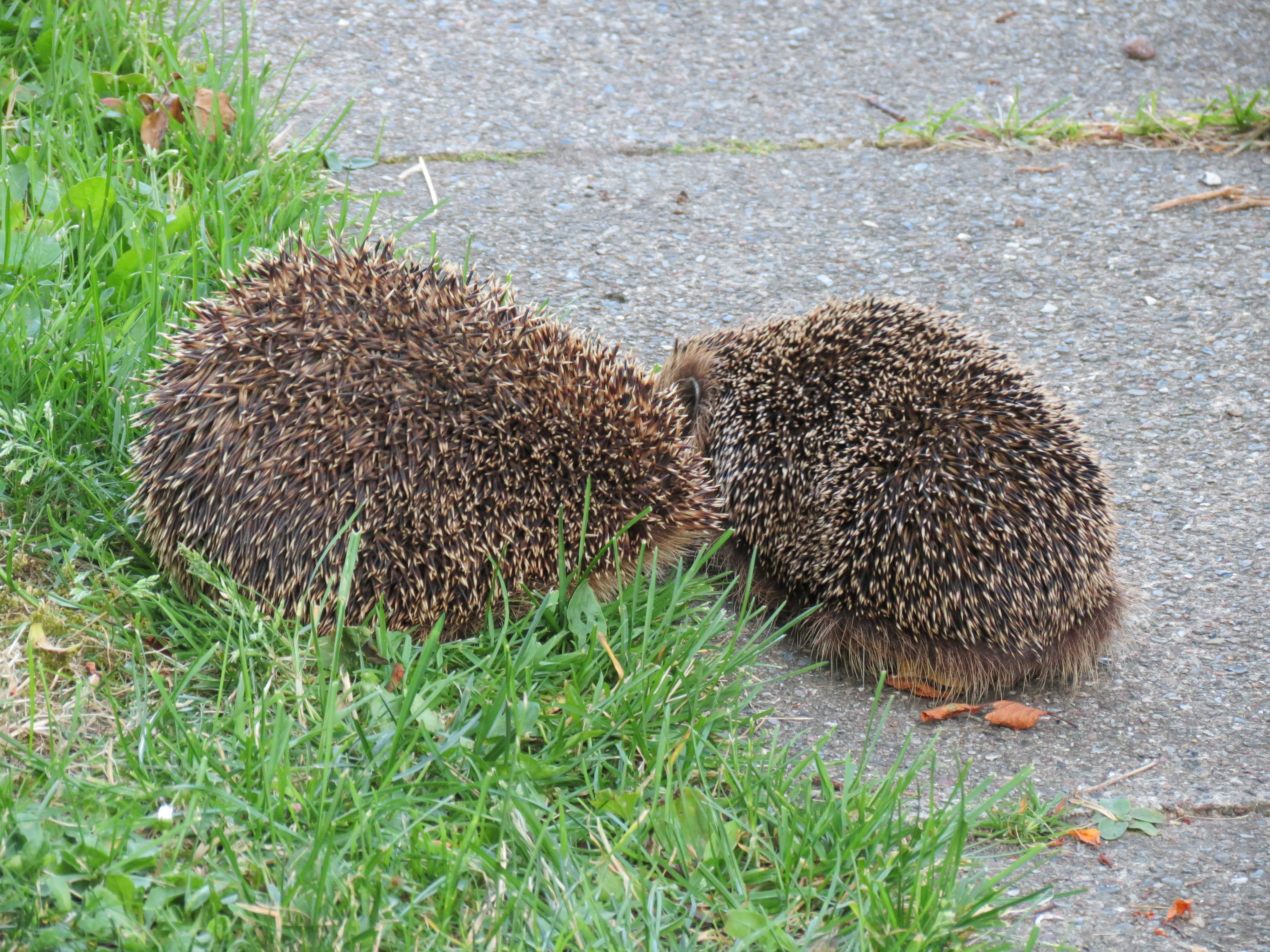
Schopenhauer comparó el dolor que producen las relaciones humanas con unos erizos que deben juntarse para no morir de frío aun si se dañan.

El dilema del erizo es una parábola escrita en 1851 por Arthur Schopenhauer en la obra Parerga y paralipómena (1851).

## Contenido
En un día muy frío, un grupo de erizos que se encuentran cerca sienten simultáneamente una gran necesidad de calor. Para satisfacer su necesidad, buscan la proximidad corporal de los otros, pero cuanto más se acercan, más dolor causan las púas del cuerpo del erizo vecino. Sin embargo, debido a que el alejarse va acompañado de la sensación de frío, se ven obligados a ir cambiando la distancia hasta que encuentran la separación óptima (la más soportable). 
La idea que esta parábola quiere transmitir es que cuanto más cercana sea la relación entre dos seres, más probable será que se puedan hacer daño el uno al otro, al tiempo que, cuanto más lejana sea su relación, tanto más probable es que sientan la angustia y el dolor de la soledad.

## Recepción
Sigmund Freud cita la parábola de Schopenhauer en una nota a pie de página de su ensayo Psicología de las masas y análisis del yo:

Consideremos el modo en que los seres humanos en general se comportan afectivamente entre sí. Según el famoso símil de Schopenhauer sobre los puercoespines que se congelaban, ninguno soporta una aproximación demasiado íntima de los otros.

Luis Cernuda se refiere a ella en las palabras iniciales de Donde habite el olvido:

Como los erizos, ya sabéis, los hombres un día sintieron su frío. Y quisieron compartirlo. Entonces inventaron el amor. El resultado fue, ya sabéis, como en los erizos.

También ha sido mencionada en el anime Neon Génesis Evangelion en 1995, obra de Hideaki Anno, siendo uno de los temas centrales que trata la serie de televisión y su posterior película The End of Evangelion, también explica el comportamiento y relación de varios personajes principales como Shinji Ikari, Asuka Langley Soryu y Misato Katsuragi.

## Investigación de psicología social
El dilema ha recibido atención empírica en las ciencias psicológicas contemporáneas. Jon Maner y sus colegas (Nathan DeWall, Roy Baumeister, y Mark Schaller) se refirieron al 'problema del erizo' de Schopenhauer al interpretar resultados de experimentos que examinan cómo responde la gente al ostracismo y a otras formas de rechazo social. Sus resultados revelaron que, para la gente con ansiedad crónica, la experiencia de ser rechazados les llevaba a ser relativamente asociales; pero entre la gente con disposiciones más optimistas, la experiencia del rechazo les llevó a esfuerzos más intensificados de acercarse a los demás. Concluyeron:

"Merece la pena recordar este último punto cuando uno considera la respuesta que el propio Schopenhauer dio para el problema del erizo. Schopenhauer sugirió que la gente en última instancia se siente empujada a retener una distancia segura entre unos y otros. 'De esta forma', escribió, 'la necesidad mutua de calor solo queda satisfecha muy moderadamente; pero así la gente no se pincha' (1851/1964, p. 226). Por supuesto, Schopenhauer era conocido por su carácter agrio: "Es complicado encontrar en su vida muestras de ninguna virtud, salvo la benevolencia para los animales (...). En todos los demás aspectos era completamente egoísta." (Historia de la filosofía, Russell, 1945) - y su filosofía era famosa por su pesimismo."